# Valentin Plavčić
Valentin Plavčić (* 17. Mai 1972 in Vitez) ist ein bosnisch-herzegowinischer Fußballtrainer und ehemaliger Fußballspieler.

## Karriere als Spieler
Anfang der 90er Jahre war Valentin Plavčić auf dem Sprung in die damalige 1. jugoslawische Liga. Er hatte bereits einen Vertrag mit NK Travnik unterschrieben, doch dann brach der Bosnienkrieg aus. Auch eine Berufung in die Olympiaauswahl Jugoslawiens für die Olympischen Spiele in Barcelona wurde damit hinfällig. Während des Krieges spielte er keinen Fußball, setzte ab 1995 seine Karriere aber in Deutschland fort.
Für den KSV Hessen Kassel spielte er in der Saison 1994/1995 in der Regionalliga, in der Folge für SpVg Aurich und VfL Germania Leer in der Oberliga. Im Jahr 1999 kehrte er nach Bosnien zurück und spielte wieder für seinen Heimatverein NK Vitez.

## Karriere als Trainer
In der Saison 2012/13 trainierte Valentin Plavčić die Herrenmannschaft seines Heimatvereines NK Vitez zunächst in der Ersten Liga der Föderation Bosnien und Herzegowina (2. Liga). Er gewann mit dem Verein die Meisterschaft und stieg in die Premijer Liga auf, die höchste Spielklasse im Vereinsfußball von Bosnien und Herzegowina. Im Oktober wurde er als Trainer abgelöst, blieb aber mit anderen Aufgaben seinem Verein treu. Ab August 2014 koordinierte er die Fußballschule des NK Vitez die er mit aufgebaut hat.
Seit September 2014 besitzt Plavčić die „UEFA-Pro-Lizenz“, die der DFB-Fußballlehrer-Lizenz entspricht.
Ab Oktober 2014 war Plavčić Trainer des FK Rudar Kakanj in der 2. Liga von Bosnien und Herzegowina. Im März 2015 stellte er sein Amt als Trainer zur Verfügung, da das gesetzte Ziel, Aufstieg in die Premijer Liga nicht mehr zu erreichen war.
Von April 2015 bis August 2015 war er erneut Trainer des NK Vitez, den er zunächst vor dem Abstieg rettete, aber nach einem schlechten Saisonstart wieder verlassen musste.
Zur Saison 2016/2017 wechselte Plavčić zum TUSPO Grebenstein in die Gruppenliga 2 Kassel (7. Liga).
Am 9. Juni 2018 ist Plavčić mit dem TUSPO Grebenstein, nach einem 2:0-Sieg in der Aufstiegsrunde beim FSV Thalau, in die Fußball-Verbandsliga Hessen Staffel Nord aufgestiegen.
Zur Beginn der Saison 2019/2020 wechselt Valentin Plavčić zum Hessenliagaufsteiger SV Neuhof. Am 28. September 2019 trennten sich Plavcic und der Hessenligist einvernehmlich.
Seit dem 22. Oktober 2019 ist Valentin Plavcic als Trainer des FSV Wolfhagen tätig. Er übernahm die Mannschaft in der Gruppenliga Kassel und führte sie zur Saison 2023/2024 in die Fußball-Verbandsliga Hessen Staffel Nord. Am 12. November 2023 wurde er mit seiner Mannschaft unerwartet Herbstmeister. Am 18. Mai 2024 sichert sich Valentin Plavcic mit dem FSV Wolfhagen den Meistertitel in der Fußball-Verbandsliga Hessen Staffel Nord und steigt nach nur einem Jahr in dieser Liga in die Fußball-Hessenliga auf.

### Frauen-Nationalmannschaft Bosnien und Herzegowina
Am 27. Dezember 2014 wurde Plavčić durch den Bosnisch-herzegowinischen Fußballverband (Nogometni/Fudbalski Savez Bosne i Hercegovine) als Assistenztrainer der Frauen-Nationalmannschaft nominiert. Aktuell übt er keine Tätigkeit mehr beim Verband aus.